# Nemacladus californicus
Nemacladus californicus är en klockväxtart som först beskrevs av Asa Gray, och fick sitt nu gällande namn av Nancy Ruth Morin. Nemacladus californicus ingår i släktet Nemacladus och familjen klockväxter. Inga underarter finns listade i Catalogue of Life.